# Аксија
Аксија (фр. Axiat) је насељено место у Француској у региону Миди Пирене, у департману Арјеж.
По подацима из 2011. године у општини је живело 29 становника, а густина насељености је износила 3,04 становника/km².

## Демографија
| 1962. | 1968. | 1975. | 1982. | 1990. | 2011. |
| ----- | ----- | ----- | ----- | ----- | ----- |
| 81    | 52    | 41    | 48    | 42    | 29    |